# رشكيدا
رشكيدا أو راشكيدا أو راشكيدة، هي قرية لبنانية من قرى قضاء البترون في محافظة الشمال.
- المسافة من بيروت: 69 كلم
- الارتفاع عن سطح البحر: 600 م
- القرى المحاذية: حامات، كفر حيّ، عبرين، قرنؤن، صلاح، بيداريال
- زراعات: الزيتون، التبغ، العنب
- مصادر المياه: نبع الدالة ونبع الحب